# 塞拉诺
塞拉诺（義大利語：Sellano），是意大利佩鲁贾省的一个市镇。总面积85.54平方公里，人口1176人，人口密度13.7人/平方公里（2009年）。ISTAT代码为054048。